# فالکون (کلرادو)
فالکون (به انگلیسی: Falcon) یک منطقهٔ مسکونی در ایالات متحده آمریکا است که در شهرستان ال پاسو، کلرادو واقع شده‌است. فالکون ۱۰٬۵۱۴ نفر جمعیت دارد و ۲٬۰۸۲٫۱۱ متر بالاتر از سطح دریا واقع شده‌است.